# Kincardine Castle (Royal Deeside)

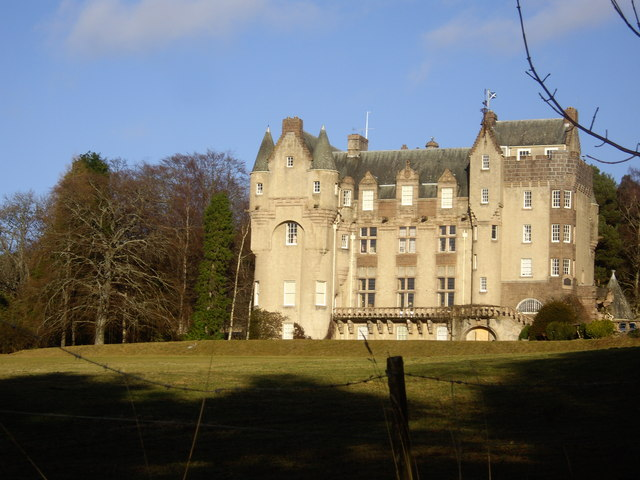
Kincardine Castle

Kincardine Castle ist ein Landhaus in Royal Deeside am Nordufer des Dee in der schottischen Council Area Aberdeenshire. Das  viktorianische Haus liegt etwa einen Kilometer östlich des Dorfes Kincardine O’Neil und etwa acht Kilometer östlich von Aboyne.

## Geschichte
Das Landhaus wurde in den Jahren 1894–1896 nach den Scottish-Baronial-Entwürfen des Architekturbüros Niven and Wigglesworth aus London erbaut. David Barclay Niven lernte in Dundee und wechselte dann zum Büro von Sir Aston Webb in London, wo er schnell Chefarchitekt wurde, als Webb an den Plänen für das Victoria and Albert Museum arbeitete. Webb entwarf später weiterhin bemerkenswerte Gebäude in London, zum Beispiel den Admiralty Arch, The Mall und die Hauptfassade von Buckingham Palace. Herbert Hardy Wigglesworth lernte in Aberdeen unter Alexander Marshall Mackenzie, bevor er nach London in das Büro von Ernest George and Peto ging. Die Architekten eröffneten gemeinsam ein Büro und Kincardine Castle war ihr erstes größeres Projekt. Sie waren vom Arts and Crafts Movement beeinflusst und das zeigte sich auch in ihrem Entwurf, der Details aus Baustilen von fünf Jahrhunderten enthält. Das Gebäude ist im Wesentlichen ein Lehrstück der Architektur.

## Beschreibung
Der Eingangsturm ist mit seinen kahlen Mauern, den Zinnen und dem Aufsatz an den Stil eines Donjons aus dem  14. Jahrhundert angelehnt. Es gibt sogar eine Tür im Obergeschoss, die halb von der schmucken Eingangshalle verdeckt ist. Der Einbau von Fenstern in die Südwestfassade dieses Turms in den 1930er-Jahren lenkt etwas vom beabsichtigten Effekt ab. Ein Torhaus besteht aus zwei Rundtürmen, deren Querschnitt in der Mitte quadratisch wird und weiter oben wieder rund. Diese beiden Zwillingstürme sind durch einen Bogen miteinander verbunden. Das Ganze hat einen ähnlichen Effekt wie der ‚‘Seaton Tower‘‘ auf Fyvie Castle von 1599. Das Gebäude hat insgesamt fünf Rundtürme und einen Turm mit quadratischem Grundriss, eine Zusammenstellung, die an Crathes Castle aus dem Ende des 16. Jahrhunderts erinnert. Der größte Teil des Restes des Gebäudes repräsentiert einfach normale Architektur im Scottish-Baronial-Stil aus dem 17. und 18. Jahrhundert. Die Rückfassade des Gebäudes ist die einfachste und sieht mehr nach der Arbeit von Charles Rennie Macintosh aus, auch wenn die Architekten Staffelgiebel behielten und so das Anwesen nicht so fürchterlich undicht ist wie Macintoshs Hill House. Historic Scotland hat Kincardine Castle als historisches Bauwerk der Kategorie B gelistet. Das Haus wurde an der Stelle eines älteren Gebäudes namens Kincardine Lodge aus der Zeit um 1780 errichtet und enthält auch noch Teile dieses Gebäudes.

## Gärten
Um 1900 diskutierte der Gartenarchitekt Thomas Hayton Mawson die Möglichkeit der Neuplanung von Gärten auf dem Anwesen, aber es wurden keine Pläne erstellt. Das Landhaus liegt im Zentrum eines 1200 Hektar großen Grundstücks und ist nicht öffentlich zugänglich, dient aber als Ort für Versammlungen, private Dinner, Markenveranstaltungen und Hochzeiten. Es gibt ausgedehnte Gärten, wie zum Beispiel einen eingefriedeten Garten, einen Planetengarten und eine Wildnis, die jedes Jahr einen Tag im Juni als Teil der Scotland’s-Garden-Aktion und für gelegentliche Veranstaltungen, wie das regelmäßige First Friday Café (an jedem ersten Freitag im Monat, mit Ausnahme von Januar und vielleicht August) geöffnet sind.